# Aéroport international d'Adana-Sakirpasa
L'aéroport international d'Adana-Şakirpaşa (en turc: Adana Şakirpaşa Havalimanı) (code IATA : ADA • code OACI : LTAF) est un aéroport situé près de la ville d'Adana, dans la province d'Adana, dans le sud-est de la Turquie. 
L'aéroport d'Adana a été inauguré en 1937, mais c'est en 1956 qu'il fut utilisé à des fins civils. 

## Situation
Il se situe à 3,5 km du centre-ville d'Adana.
| Adana Ankara Antalya Antioche Bodrum-Milas Dalaman Denizli Elâzığ Istanbul Sabiha-Gökçen Izmir Trabzon / Trébizonde Gaziantep Diyarbakır Kayseri Samsun Van Erzurum Konya Gazipaşa Malatya |

| Adana Ankara Antalya Antioche Bodrum-Milas Dalaman Denizli Elâzığ Istanbul Sabiha-Gökçen Izmir Trabzon / Trébizonde Gaziantep Diyarbakır Kayseri Samsun Van Erzurum Konya Gazipaşa Malatya |

## Statistiques
Pour des raisons techniques, il est temporairement impossible d'afficher le graphique qui aurait dû être présenté ici.

Voir la requête brute et les sources sur Wikidata.

## Compagnies et destinations
| Compagnies        | Destinations |
| ----------------- | --- |
| Aeroflot          | Moscou Chérémétiévo |
| AJet              | Ankara Esenboğa, Beyrouth-Rafic Hariri, Ercan, Istanbul-S. Gökçen En saison: Erbil |
| Corendon Airlines | En saison: Cologne/Bonn-K. Adenauer, Düsseldorf, Hanovre, Nuremberg-A. Dürer |
| Eurowings         | En saison: Düsseldorf, Hambourg-H.-Schmidt, Stuttgart |
| Pegasus Airlines  | - Antalya, - Düsseldorf, - Ercan, - Istanbul-S. Gökçen, - Izmir-A. Menderes, - Trabzon/Trébizonde, - Van-F. Melen (en) En saison : Bodrum-Milas, Cologne/Bonn-K. Adenauer, Dalaman, Tabriz, Téhéran-Imam-Khomeini                               |
| Qatar Airways     | Doha-Hamad |
| SunExpress        | Antalya, Düsseldorf, Francfort, Izmir-A. Menderes En saison : - Amsterdam, - Berlin-Brandebourg, - Bruxelles-National, - Hanovre, - Munich-F. J. Strauß, - Stuttgart                                                                            |
| Saudia            | En saison: Djeddah - Roi-Abdelaziz |
| Tailwind Airlines | En saison charter: Téhéran-Imam-Khomeini |
| Turkish Airlines  | Istanbul En saison: - Antalya, - Berlin-Brandebourg, - Cologne/Bonn-K. Adenauer, - Djeddah - Roi-Abdelaziz, - Düsseldorf, - Francfort, - Hambourg-H.-Schmidt, - Hanovre, - Médine-Prince M. Bin Abdulaziz, - Stuttgart, - Téhéran-Imam-Khomeini |

Édité le 14/03/2019  Actualisé le 21/05/2023